# Пасечное (Донецкая область)
Пасечное (укр. Пасічне) — село в Александровской поселковой общине Краматорского района Донецкой области Украины.

## Общие сведения
Население по переписи 2001 года составляло 54 человека. Почтовый индекс — 84012. Телефонный код — 6269.